# Pavel Jozef Šafárik
Pavel Jozef Šafárik (češki: Pavel Josef Šafařík) (Kobeliarovo, 26. svibnja 1795. – Prag, 26. lipnja 1861.), češki i slovački pisac, povjesničar i jezikoslovac slovačkog podrijetla, a svoje radove je pisao na češkom ili njemačkom.

## Životopis
Potjecao je iz obitelji evangeličkoga svećenika. Od 1806. do 1808. studirao je u Rožnjavi, a od 1808. do 1810. u Dobšini. Zatim je od 1810. do 1814. godine studirao u Kežmaroku. 1815. otišao je na studij u Jenu na teologiju, a od 1819. radi kao profesor i ravnatelj u gimnaziji u Novom Sadu i tu se 1822. godine oženio s Boženom Julijom Ambrosovom. Tamo je surađivao s brojnim drugim slovačkim preporoditeljima te je objavio djelo "Povijest slavenskoga jezika i književnosti prema svim narječjima".
Kasnije je otišao u Prag gdje je vodio redakciju časopisa "Muzejnik" i "Světozor". Na praškom Sveučilištu je tada izvanredno predavao slavensku filologiju. 1848. godine je predsjedao na skupu čeških i njemačkih pisaca i slavenskom skupu i u to vrijeme je postao poslanik zemaljskog skupa. 
U posljednjih pet godina svoga života Šafarik je počeo bolovati i trpjeti od raznih fobija. Depresije koje je imao doprinijele su da je 23. svibnja 1860. godine skočio u Vltavu što je izazvalo mnogo uzbuđenje, ali su ga uspjeli spasiti. Početkom listopada 1860. Šafarik je dao otkaz na mjesto ravnatelja sveučilišne biblioteke. Car Franjo Josip I. mu je otkaz primio i vlastoručno napisao pismo po kojem mu ostavlja punu plaću. Zdravlje ga je naglo napuštalo i kretao se samo pomoću štapa. Umro je 26. srpnja 1861. godine.